# Venus Bay Conservation Park
Venus Bay Conservation Park är en park i Australien. Den ligger i delstaten South Australia, omkring 420 kilometer nordväst om delstatshuvudstaden Adelaide. Venus Bay Conservation Park ligger 6 meter över havet.
Trakten är glest befolkad. Närmaste större samhälle är Venus Bay, omkring 14 kilometer sydost om Venus Bay Conservation Park.
Genomsnittlig årsnederbörd är 431 millimeter. Den regnigaste månaden är juni, med i genomsnitt 90 mm nederbörd, och den torraste är oktober, med 10 mm nederbörd.